# MediaWiki
MediaWiki je spletni računalniški program tipa wiki, ki je bil razvit za potrebe proste spletne enciklopedije Wikipedije in zdaj predstavlja infrastrukturo vseh spletnih strani v okviru Fundacije Wikimedia, vseh wikijev, ki jih gosti servis Wikia, ter mnogih drugih. Poleg tega ga mnoga podjetja uporabljajo v namen internega upravljanja z znanjem oz. splošneje kot sistem za upravljanje vsebin (CMS).
MediaWiki je napisan v jeziku PHP in lahko uporablja sistema za upravljanje s podatkovno bazo MySQL ter PostgreSQL. Na voljo je pod različico 2 ali kasnejšimi splošnega dovoljenja GNU, dokumentacija pa je izdana pod licenco Creative Commons BY-SA 3.0 in delno v javni lasti, zato spada MediaWiki med prosto programje.